# Пнівське нафтове родовище
Пнівське нафтове родовище — належить до Бориславсько-Покутського нафтогазоносного району Передкарпатської нафтогазоносної області Західного нафтогазоносного регіону України.

## Опис
Розташоване у Надвірнянському районі Івано-Франківської області на відстані 7 км від м.Надвірна.
Знаходиться у південно-східній частині Бориславсько-Покутської зони. Пнівська складка виявлена в 1948 р. По палеогеновому комплексу Пнівська структура є вузькою лінійно витягнутою асиметричною антикліналлю півд.-сх. простягання, майже повністю перекрита Береговою скибою Карпат . Розміри структури становлять 6,9х3,0 м, висота 1600 м. 
Перший приплив нафти отримано в 1963 р. з утворень середньоменілітової підсвіти з інт. 2385-2430 м. 
Поклади пластові, склепінчасті, тектонічно екрановані. Режим Покладів пружний та розчиненого газу. 
Експлуатується з 1963 р. Запаси початкові видобувні категорій А+В+С1: нафти — 423 тис. т; розчиненого газу — 494 млн. м³. Густина дегазованої нафти 830-846 кг/м³. Вміст сірки у нафті 0,22 мас.%. 